# ينما راميريز
ينما راميريز مواليد 12 فبراير 1984، هي لاعبة كرة يد كوبية تلعب كظهير أيسر. مثلت منتخب كوبا لكرة اليد للسيدات.

## سجل المنافسة
شاركت في البطولات التالية:
- بطولة العالم لكرة اليد للسيدات 2011
- بطولة العالم لكرة اليد للسيدات 2015